# San Francisco Acuautla
San Francisco Acuautla – miasto w Meksyku, w stanie Meksyk.